# Casa madre dei Missionari Saveriani
La casa madre dei Missionari Saveriani è un edificio dalle forme neoromaniche situato in viale San Martino 8 a Parma; ospita il santuario Guido Maria Conforti, il Museo d'arte cinese ed etnografico e la biblioteca saveriana Conforti.

## Storia
L'Istituto Saveriano, in origine chiamato "Seminario emiliano per le missioni estere", fu fondato nel 1895 dall'allora monsignor Guido Maria Conforti in un piccolo edificio di borgo Leon d'Oro, da lui acquistato tre anni prima, destinato ad accogliere seminaristi che desideravano avviarsi alla vita missionaria.
Rinominata tre anni dopo Pia società di San Francesco Saverio per le missioni estere con l'approvazione del vescovo Francesco Magani, la congregazione necessitava di spazi più ampi, pertanto monsignor Conforti nel 1899 riuscì ad acquistare un vasto appezzamento degli Orti Marchi a sud della città, tra il Campo di Marte e il Lungoparma.
Il progetto di costruzione del nuovo palazzo fu assegnato all'ingegner Carlo Pelleri e i lavori furono affidati all'impresa Quirino Zamboni; la solenne cerimonia della posa della prima pietra si tenne il 24 aprile del 1900, alla presenza del vescovo Magani e delle principali autorità cittadine; il cantiere proseguì speditamente per alcuni mesi e non cessò nemmeno dopo la rinuncia da parte dell'impresa Zamboni, che il 7 settembre fu sostituita dall'impresa Emilio Foglia. L'edificio originario, costituito dal corpo di fabbrica centrale d'ingresso e dalla prima ala est, fu completato nell'autunno del 1901, con l'inaugurazione del palazzo e del Museo d'arte cinese ed etnografico, all'epoca posizionato in un locale del primo piano.
Nel 1919 l'edificio si rivelò insufficiente a far fronte a tutte le domande di ammissione, perciò il rettore dell'istituto ne decise l'ampliamento, affidando nuovamente il progetto all'ingegner Pelleri; nel 1921 furono avviati dall'impresa Emilio Medioli i lavori di edificazione dell'ala ovest, disposta simmetricamente all'ala est a formare un edificio sviluppato su una pianta a U con un cortile all'interno.
Tra il 1957 e il 1959 l'edificio fu sottoposto a un nuovo ampliamento, ancora più consistente del precedente, che consistette nell'innalzamento di due piani dell'intera costruzione e nella realizzazione dell'estrema ala est, al cui interno furono realizzati anche la grande cappella e nuovi spazi per il museo; sulla sommità del palazzo fu infine collocata la grande statua del Redentore, eseguita dallo scultore Pietro Tavani.
Nel 1997 il vescovo Silvio Cesare Bonicelli elevò a santuario la chiesa interna, che ospitava già dalla costruzione la salma di monsignor Conforti, proclamato santo nel 2011 dal papa Benedetto XVI.

## Descrizione

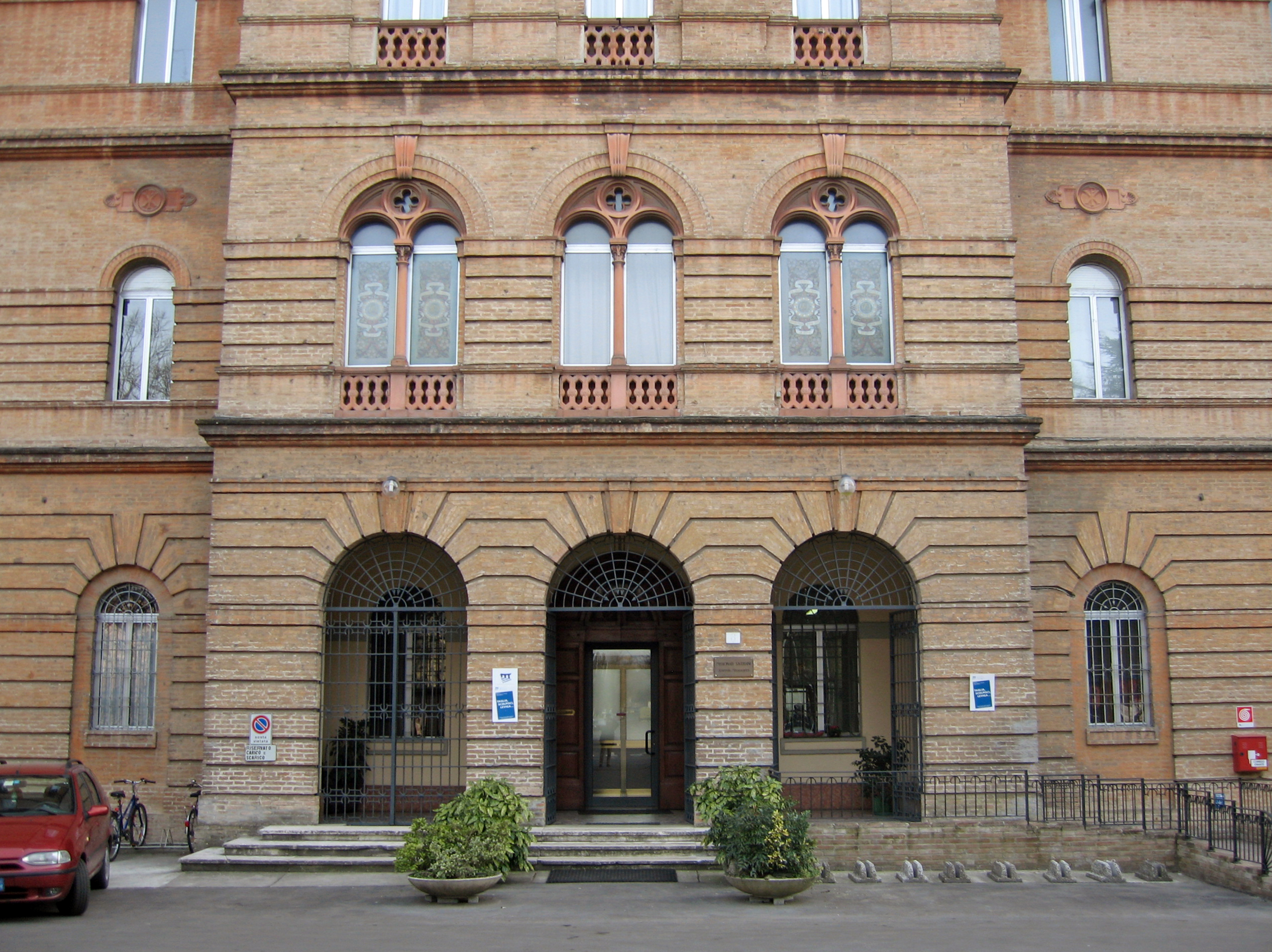
Ingresso

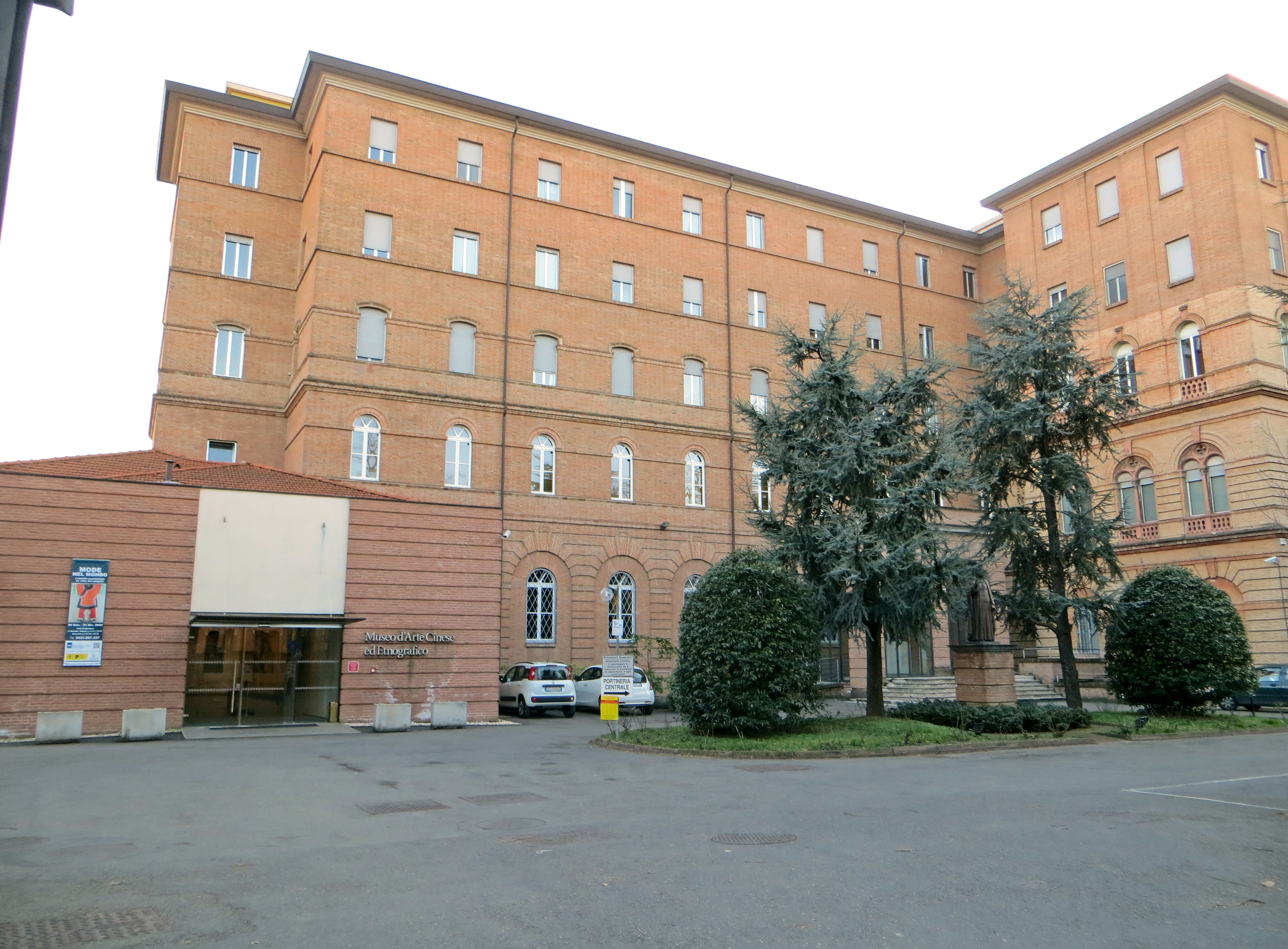
Ingresso al museo e ala est

L'imponente edificio si sviluppa su un'articolata pianta, frutto degli ampliamenti susseguitisi negli anni.
Il palazzo è interamente rivestito in laterizio sui tre lati principali, mentre sul lato interno è intonacato.
La zona più antica si eleva simmetricamente attorno all'ingresso posizionato all'interno di un portico ad archi a tutto sesto, al centro di un corpo leggermente aggettante. I primi tre livelli, innalzati originariamente, sono arricchiti da fasce marcapiano, fregi e numerosi altri motivi realizzati in cotto; di pregio risultano le finestre del primo livello, costituite da eleganti bifore balaustrate in stile neoromanico incorniciate da archi, che presentano anche elementi neogotici nelle aperture fra gli archetti. La parte sopraelevata, seppur anch'essa realizzata in laterizio, riprende alcuni motivi dei livelli sottostanti, ma si distingue per la maggior semplicità nei decori. Al centro in sommità si innalza un frontone a gradoni ornato con l'iscrizione latina Euntes docete omnes gentes ("Andate e fate discepoli tutti i popoli"), su cui si erge la statua bronzea del Redentore, alta 3,80 m.
L'estrema ala est, più recente, si innalza su cinque piani in analogia con la parte più antica, di cui riprende alcune decorazioni; l'elemento di maggior spicco è il portico aggettante che funge da accesso al grande santuario. In fondo, una palazzina più bassa costituisce infine l'accesso al Museo d'arte cinese ed etnografico.

## Santuario di San Guido Maria Conforti

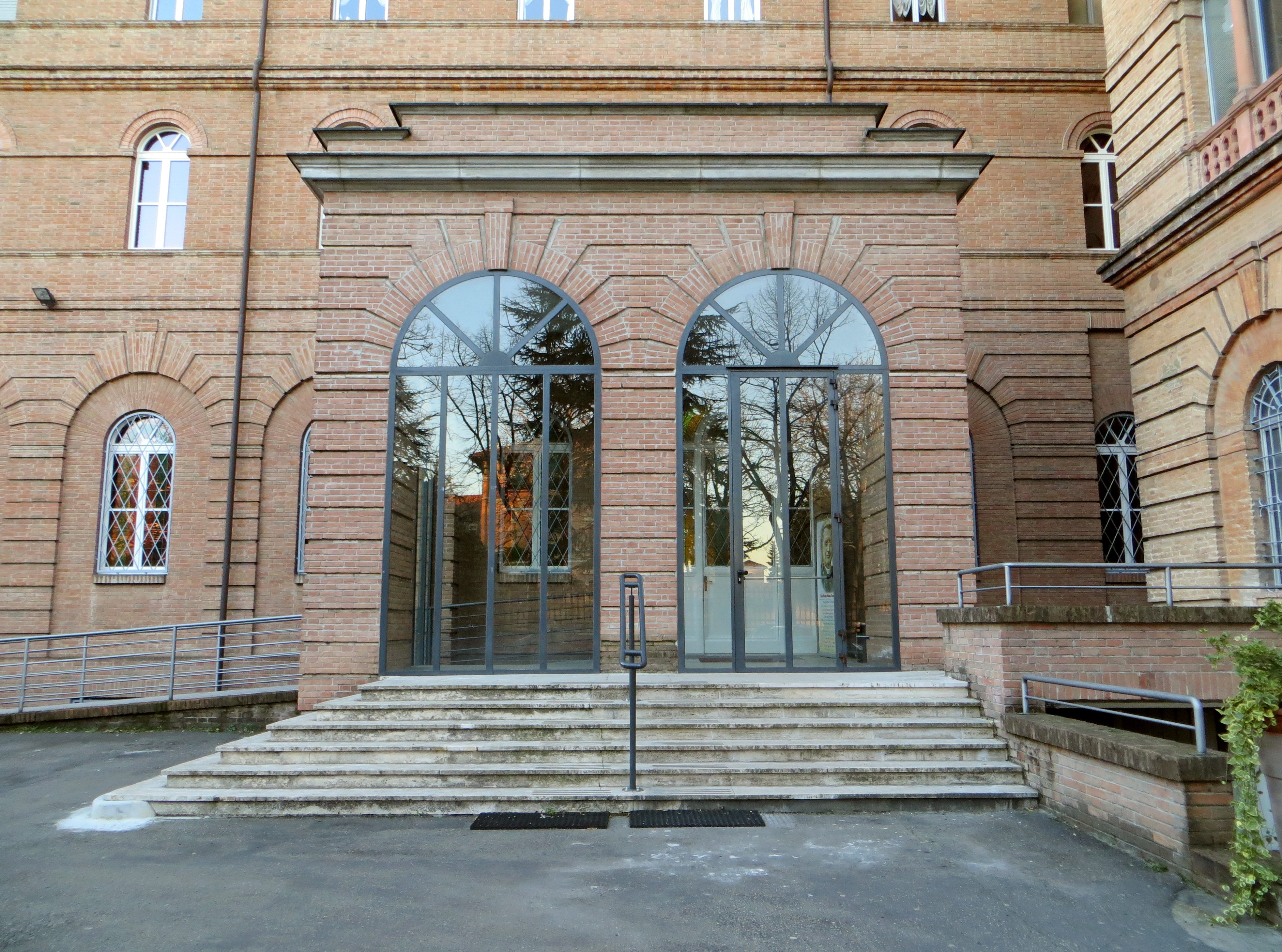
Portico d'ingresso al santuario

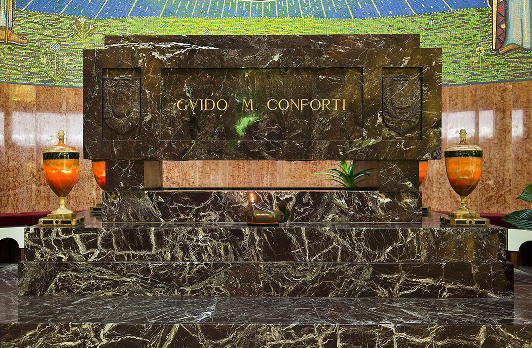
Sarcofago di san Guido Maria Conforti

La grande cappella, elevata nel 1997 a santuario, fu costruita durante i lavori di ampliamento effettuati tra il 1957 e il 1959, nell'estrema ala est, con accesso diretto dall'esterno attraverso un porticato; il progetto fu affidato all'architetto ingegnere parmigiano Sisto Dalla Rosa Prati, che vi realizzò un'ampia chiesa in stile basilicale, rigorosamente simmetrica.

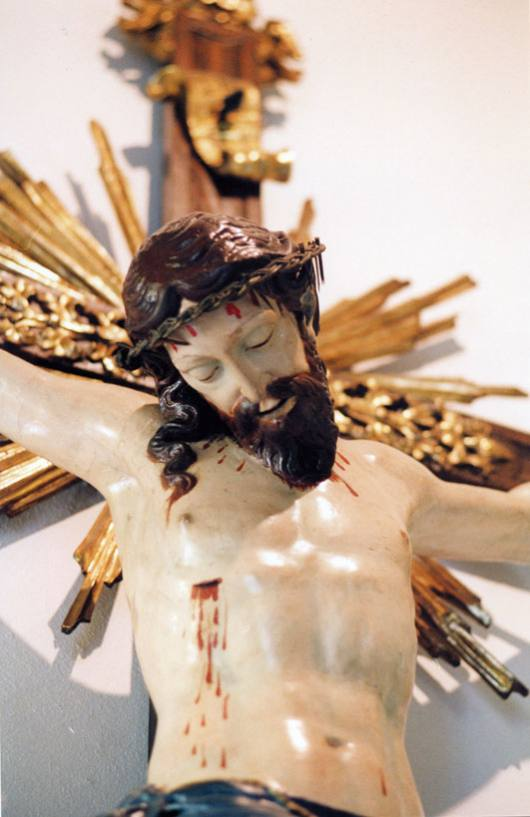
Il crocifisso della vocazione

La chiesa è suddivisa in tre navate, scandite da un alto colonnato; lo spazio centrale, più spazioso, rappresenta l'aula per la celebrazione, in cui sono posizionate le sedute per i fedeli, mentre le navate laterali, sormontate da matronei, fungono da ambulacri, che terminano in due ampie cappelle ai lati del presbiterio absidato. Al di sopra delle colonne sono raffigurati i dodici Apostoli all'interno di medaglioni, mentre i matronei si aprono con grandi trifore in corrispondenza di ciascuna arcata; il soffitto è decorato con motivi a riquadri, realizzati dal pittore Tito Peretti.
Al centro del presbiterio è posizionato l'altare in legno e bronzo creato nel 1997 dallo scultore Livio Conta, autore anche dell'ambone e della Croce dei Martiri; il fondo absidato è dominato dall'imponente mosaico realizzato fra il 1962 e il 1963 dalla Scuola Beato Angelico di Milano, raffigurante al centro la Trinità, con Maria sul trono celeste che sostiene Gesù bambino; ai lati si trovano, in piedi, i Modelli di missione e i Santi protettori: san Francesco Fogolla, san Francesco Saverio e san Giuseppe a sinistra; san Paolo, santa Teresa di Lisieux e san Guido Maria Conforti a destra.

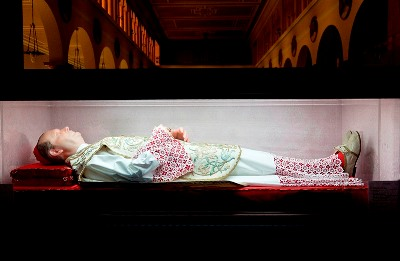
Le spoglie di san Guido Maria Conforti nel sarcofago

Dietro all'altare, al centro dell'abside, dal 1996 è posizionato il sarcofago di san Guido Maria Conforti, realizzato in marmo nero e vetro nel 1942 su progetto dell'architetto parmigiano Lamberto Cusani.
La cappella laterale di sinistra, detta Cappella del Crocifisso, è dominata dal grande crocifisso in cartapesta cui il santo era molto legato, in quanto da bambino vi si fermava davanti ogni giorno per "dialogare" con lui, tanto da fargli sentire la vocazione sacerdotale; monsignor Conforti lo aveva recuperato nel 1907 dalla sagrestia dell'oratorio di Santa Maria della Pace di borgo delle Colonne, da tempo sconsacrato, e lo aveva fatto restaurare.
La cappella laterale di destra, detta Cappella del Santissimo, è caratterizzata dall'imponente altare in marmo di Carrara, realizzato nel 1941 su disegno dell'architetto massese Enrico Remedi, con al centro il tabernacolo bronzeo dello scultore Pietro Tavani. In alto è posizionata l'immagine della Madonna della Strada, opera del pittore parmense Ulisse Passani, ai cui lati si trovano sei formelle lignee dello scultore Livio Conta.

## Memorie Confortiane Saveriane

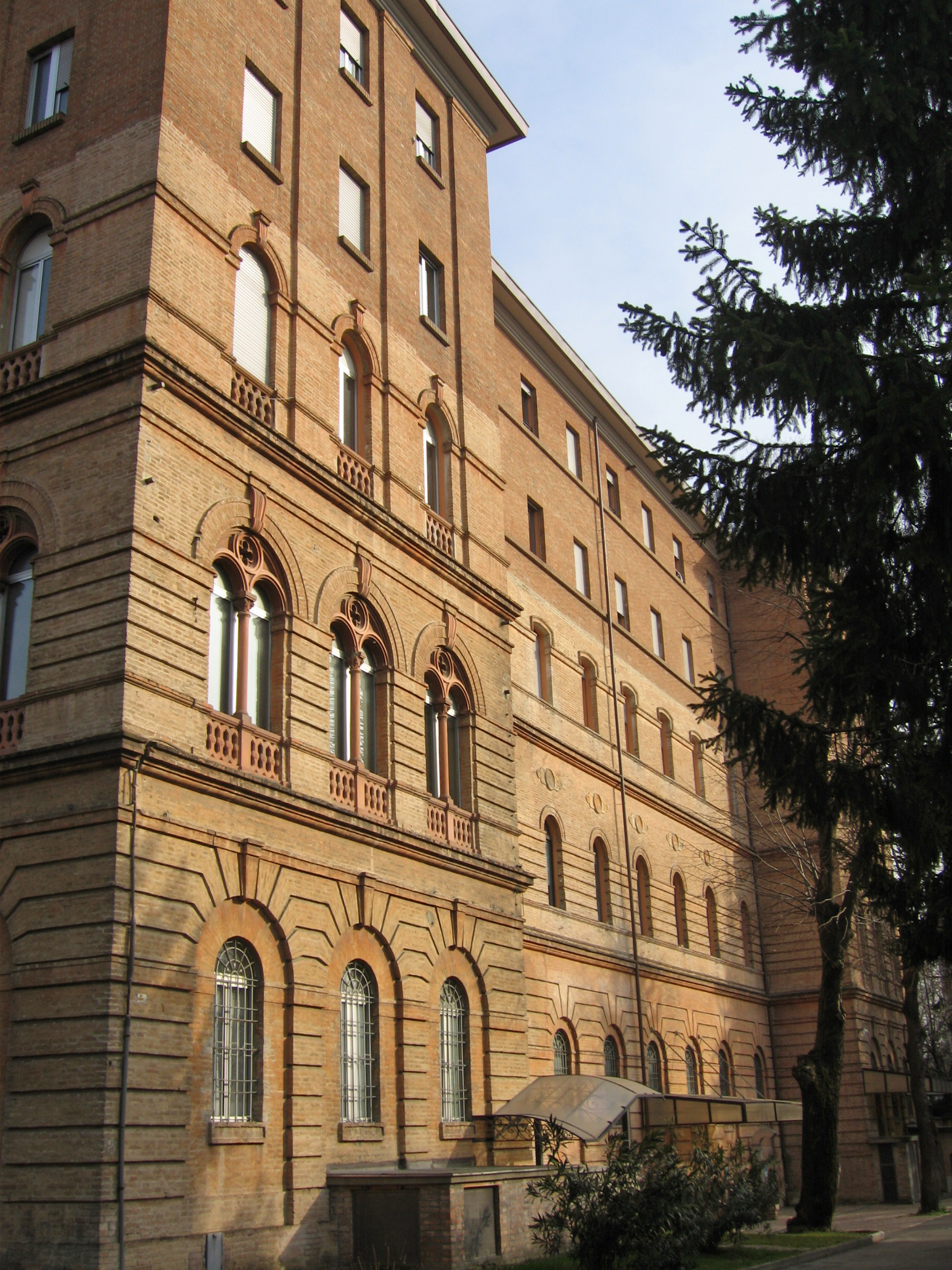
Ala ovest

Il primo piano della Casa Madre ospita un percorso museale dedicato a san Guido Maria Conforti, così strutturato:
- entrata e corridoio;
- Sala Rossa, antico studio di Guido Maria Conforti interamente rivestito con tappezzeria rossa a motivi floreali;
- Camera di monsignor Conforti, stanza da letto del santo arredata con mobili e oggetti provenienti dal Palazzo vescovile di Parma;
- Sala Oggetti di famiglia, ambiente che espone alcuni arredi e suppellettili appartenuti alla famiglia Conforti;
- Sala Oggetti personali, locale che custodisce all'interno di vetrine oggetti cui Guido Maria Conforti era legato;
- Sala In memoria e PGR, ambiente espositivo dei documenti dell'intero processo di canonizzazione di monsignor Conforti e degli ex voto donati da numerosi devoti Per Grazia Ricevuta;
- Cappella Martiri, originario oratorio della Casa madre prima della costruzione della grande cappella, oggi santuario;
- Sala Ricordi saveriani Cina, locale che raccoglie le fotografie dei missionari nel Celeste Impero, poi Repubblica di Cina, prima della scomparsa di Guido Maria Conforti, le memorie dei martiri cinesi del 1900 e l'ultima lettera di san Francesco Saverio del 1552, donata dalla contessa Anna Pallavicino Simonetta nel 1908;
- Sala Famiglia saveriana, ambiente che espone una serie di pannelli che riassumono la storia e la diffusione nel mondo dei missionari saveriani.[4]

## Biblioteca Saveriana
Il palazzo ospita anche la biblioteca saveriana Conforti, fondata dal santo negli ultimi anni del XIX secolo.
Essa raccoglie circa 60 000 volumi e 200 periodici relativi alle materie teologiche, religiose e missionarie.